# Большая Садовая улица (Ростов-на-Дону)
Больша́я Садо́вая у́лица — центральная улица Ростова-на-Дону, одна из старейших и красивейших улиц города, в частности, на Большой Садовой находятся такие достопримечательности как Городской дом, Музыкальный театр, Дом Черновой, ЦУМ. Также на Большой Садовой размещены такие важные административные учреждения как городская, областная администрации и администрация полномочного представителя президента Российской Федерации в Южном федеральном округе.
Большая Садовая начинается на западе города перпендикулярно проспекту Сиверса (напротив пригородного вокзала) и проходит по прямой в восточном направлении до Театрального проспекта, примыкания к нему, образуя перекрёсток с переходом в улицу Советскую.

## Происхождение названия
Всего в Ростове было две Садовые улицы — Большая Садовая и Малая Садовая, которые располагались параллельно друг другу. Большая Садовая получила такое название потому, что на её территории когда-то располагались сады, это была окраина Ростова-на-Дону, а центром города являлась Соборная площадь на центральном рынке. В советское время Большую Садовую переименовали в улицу Фридриха Энгельса, а Малую Садовую в улицу Александра Суворова, однако в 90-е годы XX века Большой Садовой вернули историческое название, а Малой Садовой нет. На доме № 71 осталась памятная доска о прежнем названии улица Энгельса.

## Транспорт
Улица является одной из главных транспортных артерий города, связывающей центр города с районами Нахичевань, Сельмаш, Александровка и обоими посёлками Орджоникидзе. Действует большое количество автобусных и троллейбусных маршрутов. С 1 августа 2014 года по улице запрещено движение маршруток.

## История

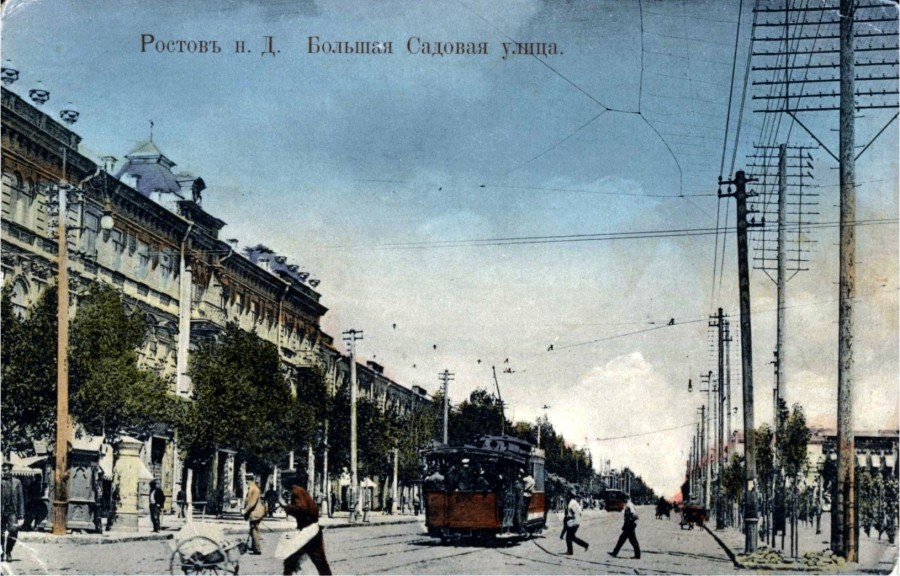
Большая Садовая в начале XX века

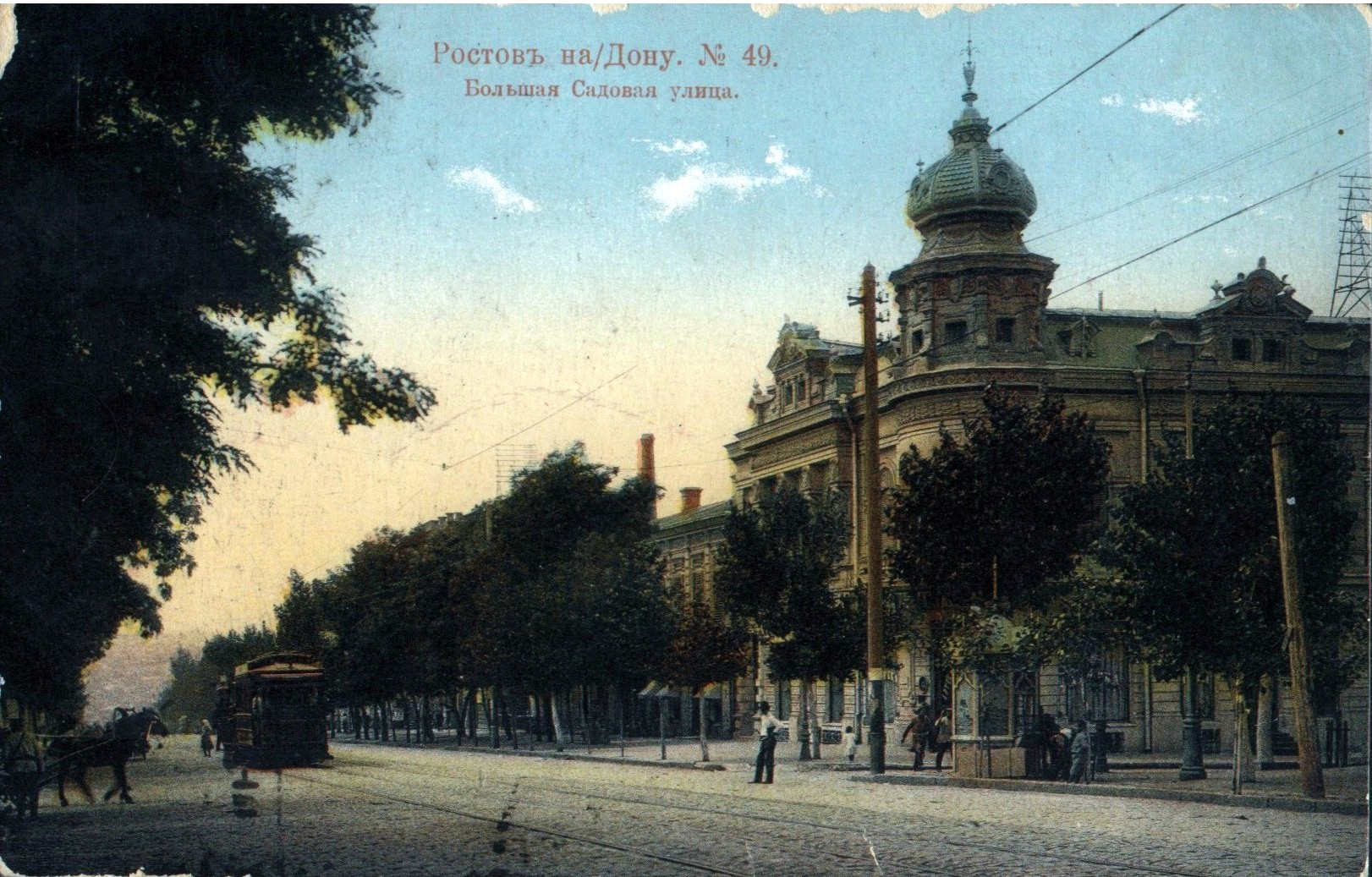
Дом Черновой и Большая Садовая

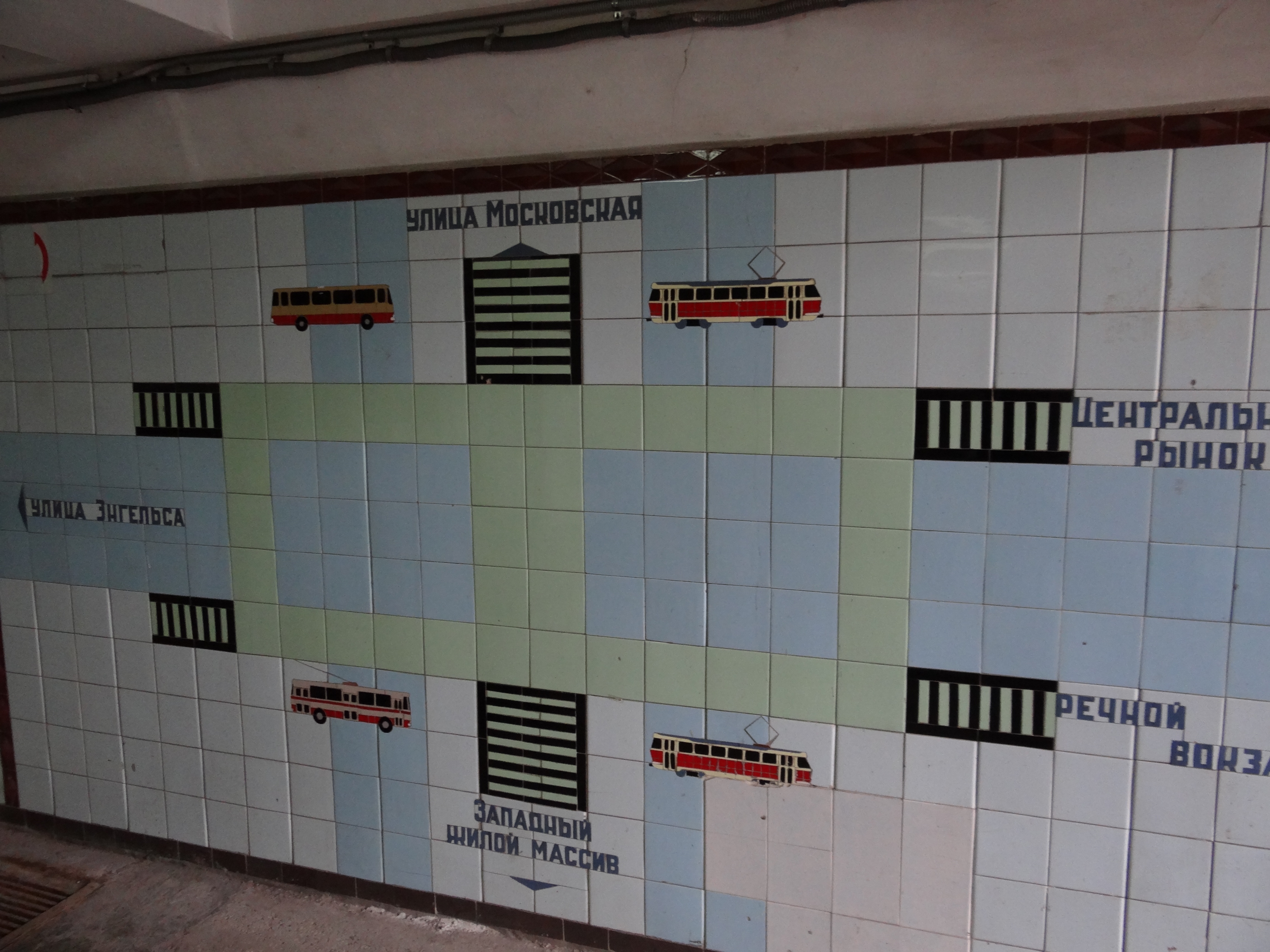
План-схема с указанием улиц (указано старое название улицы Большая Садовая) — фрагмент мозаичного панно в подземном переходе на пересечении улиц Станиславского и проспекта Будёновский (у Центрального рынка)

Впервые очертания Большой Садовой улицы, тогда ещё не имевшей названия, появились на плане Ростова-на-Дону в 1781 году. На городском генеральном плане 1811 года она уже называется Загородней.
В начале XIX века на нечётной стороне улицы были разбиты сады. И только в районе Никольского переулка (ныне Семашко) были городские бойни, дом престарелых, конный рынок. До середины XIX века Большая Садовая была загородной улицей — на неё свозился мусор, сливались нечистоты.
Не скоро Большая Садовая завоевала звание центральной улицы. Центром города сначала считалась Базарная площадь, а главной улицей — Почтовая (позже Старопочтовая, ныне Станиславского). Чуть позже центральной стала Московская улица, названная так в связи с застройкой её московскими купцами.
«Отцом» Большой Садовой стал городской голова А. М. Байков, принявший управление городом с 1862 году. 1 сентября 1864 года на Большой Садовой появились первые керосиновые фонари. В 1865 году начал функционировать водопровод. С 1868 года по Большой Садовой стали ходить общественные многоместные кареты от Доломановского переулка до границы с Нахичеванью. С 1887 года на уже новой центральной улице было открыто движение конки. В 1901 году пущен первый электрический трамвай.
Поначалу Б. Садовая застраивалась постепенно, купцы неохотно покидали обжитые места на Почтовой и Московской улицах, но затем начался строительный бум. Особенно интенсивно застраивался отрезок от Таганрогского проспекта (ныне Будённовский) до Большого (ныне Ворошиловский). Все здания были по-своему уникальны и назывались по фамилиям владельцев. Эта часть улицы и в наши дни — одна из самых красивых частей города, прозванная также «Ростовским Бродвеем».
События революции, гражданской и Второй мировой войны, а также деятельность советской власти оказали негативное влияние на облик Ростова в целом и его центральной улицы в частности. Многие красивые и величественные здания были либо уничтожены либо некачественно реконструированы, в результате чего тот неповторимый облик, который имела в начале XX века Большая Садовая, навсегда утерян, и только старые фотографии и открытки, сохранившиеся у коллекционеров, и в музеях, могут показать нам ту утраченную красоту, которую имела улица.
Большая Садовая начинается у Пригородного вокзала за мостом через реку Темерник. На отрезке от Таганрогского (ныне Будённовского) до Большого (Ворошиловского) проспекта Садовая принимала совсем другой вид — зеркально-витринный, где её мостили каменной брусчаткой. Здесь первыми появлялись все городские новинки: освещение и городской транспорт, возводились наиболее фешенебельные особняки: четырёх и пятиэтажные. Почти в каждом доме на Большой Садовой были магазины.
Дореволюционный ростовский историк Александр Ильин в своём очерке «История города Ростова-на-Дону» так описывает Большую Садовую улицу:

Главной улицей, красою города является Большая Садовая; это, так сказать, ростовский Невский проспект… Всюду роскошные магазины, многочисленные конторы, трёх-, четырёх- и даже пятиэтажные дома, и всюду постоянное оживлённое движение большого торгового города. Несмолкаемый шум экипажей, звонки трамваев, многочисленные разносчики, газетчики, посыльные и говор многочисленной уличной толпы сразу показывает, что город живёт купечею деловою жизнью.

## Примечательные здания и сооружения
| Номер дома | Изображение | Описание |
| ---------- | ----------- | --- |
| 4          |             | Здание редакции газеты «Вечерний Ростов» |
| 6          |             | Дом Матвеевской биржевой артели, ныне жилой дом. Это двухэтажное здание с трёхскатной крышей, рустовкой, межэтажным и венчающим карнизом с зубчиками, сандриками над прямоугольными окнами второго этажа и замковыми камнями над окнами первого этажа, декоративными нишами под окнами. Парадный вход в здание устроен с его левой части. Дом имеет полуподвальные помещения, стоит на местности с уклоном. Пожарная лестница сбоку здания ведёт на второй этаж. Дом окрашен в розовый цвет. Архитектурные детали выделены белым цветом. Часть здания занимают магазины «Обувь» и «Биллиарды». |
| 7          |             | Доходный дом Е. Е. Скордиа (Скордиа Екатерина Евстафьевна) |
| 10         |             | Доходный дом А. З. Аргутинского-Долгорукова. Памятник гражданской архитектуры последней четверти XIX века. Трёхэтажный кирпичный особняк выполнен в стиле модерн. В оформлении использованы композиционные приёмы и декор, характерные для классицизма и барокко. |
| 17         |             | Доходный дом И. М. Шапошникова. Памятник гражданской архитектуры конца XIX века. |
| 18         |             | Двухэтажный кирпичный особняк конца XIX века со скатной крышей. Балконы имеют выгнутые металлические ограждения. Фасад богато украшен пилястрами, сандриками, архивольтами, декоративными замками. До революции здание занимала редакция влиятельной на Дону газеты «Приазовский край», в 1918 году особняк был национализирован. |
| 27/47      |             | Дом Маргариты Черновой. Особняк конца XIX века, построенный по проекту архитектора Н. А. Дорошенко в стиле эклектика. Фасад богато декорирован лепниной: декоративные вазы в нишах, атланты, кариатиды, медальоны, морские раковины, гирлянды, растительный орнамент. |
| 30/45      |             | Доходный дом А. А. Леонидова XIX века. В разное время здесь проживали советские писатели А. А. Фадеев и В. Н. Сёмин, писатель и журналист А. А. Бахарев |
| 33         |             | Здание бывшего главного корпуса Донского (Варшавского) университета. Варшавский университет был эвакуирован из Царства Польского в 1915 году перед оккупацией Варшавы немецкими войсками. В этом же здании разместилась лаборатория микробиолога, ботаника, профессора Варшавского университета Д. И. Ивановского. Дом построен по проекту архитектора И. Е. Черкесиана в стиле модерн, но зданию присущи также некоторые черты классицизма. Главный фасад, выходящий на Большую Садовую улицу, оформлен штукатуркой с лепным декором, юго-восточный угол скруглён. |
| 43/32      |             | Жилой дом построен в 1952 году по проекту архитектора Г. А. Петрова в стиле сталинский ампир. В нём проживали и работали композиторы С. А. Заславский и Н. К. Шапошников. |
| 46         |             | Здание торгового дома Г. Г. Пустовойтова (ныне — Ростовский ЦУМ). Построен в 1910 году меценатом и судовладельцем Г. Г. Пустовойтовым по проекту архитектора Е. М. Гулина. Объект культурного наследия регионального значения. |
| 47         |             | Здание городской думы (ныне — здание мэрии) — памятник архитектуры федерального значения. Построено в 1899 году архитектором А. Н. Померанцевым в духе эклектики. Фасад имеет ярусное деление. Над округлёнными углами здания возведены высокие купола. Здание богато декорировано лепниной в барочном стиле. |
| 49         |             | Здание «Ростовэнерго» — объект культурного наследия регионального значения. Построено в 1952 году по проекту архитектора Л. Л. Эберга в духе сталинского неоклассицизма. |
| 51         |             | Доходный дом Тер-Абрамяна построен в 1886 году в стиле барокко. Изящный стиль здания подчеркнут изогнутыми аттиками, центральным фронтоном пилястрового портала, двойными сандриками, картушами, пилястрами с филёнками и другими архитектурными элементами. |
| 55         |             | Здание Волжско-Камского банка в стиле модерн построено в 1909 году. До 1936 года дом занимали банковские учреждения. До революции — Волжско-Камский банк, с 1917 по 1936 год — Северо-Кавказская краевая контора Государственного банка, после — дом пионеров. В настоящее время в здании размещается Дворец творчества детей и молодёжи. |
| 62         |             | Гостиница «Московская». Здание гостиницы было построено в 1893—1896 годах по проекту архитектора А. Н. Померанцева. Архитектура выдержана в духе эклектики. Симметричный фасад поделён вертикально на пять частей. Третий и четвёртый этажи в центре фасада объединены портиком с колоннами и пилястрами коринфского ордера. Фасад завершается аттиком с фронтоном в центральной части. |
| 64         |             | Торговый дом Яблоковых 1898 года постройки. В архитектуре и оформлении здания присутствуют элементы эклектики и модерна. Облик фасада здания формируют крупные оконные проёмы. Окна второго этажа обрамлены профилированными архивольтами. Каждый замковый камень украшает голова Гермеса в крылатой шляпе. Простенки между боковыми окнами украшены лепным изображением кадуцея (жезла Гермеса). |
| 68         |             | Дом купца Генч-Оглуева — первый многоэтажный доходный дом в Ростове-на-Дону, построенный в 1883 году по проекту А. Н. Померанцева для купца С. Ф. Генч-Оглуева. Здание построено в духе эклектики и имеет статус объекта культурного наследия федерального значения. |
| 69         |             | Доходный дом К. М. Чернова конца XIX века. В настоящее время здание занимает Ростовский государственный экономический университет. Фасады имеют раскреповки по всей высоте здания, которые на последнем этаже объединяются сдвоенными пилястрами. Композиционным центром доходного дома является его угловая полукруглая часть, выходящая на перекрёсток Большой Садовой и Ворошиловского проспекта. |
| 89         |             | Доходный дом А. М. Штрома. Построен в начале XX века архитектором Л. Ф. Эбергом. |
| 94         |             | Доходный дом Сариевых начала XX века выполнен в стиле позднего модерна. Построен по проекту архитектора А. Ф. Нидермейера. Примечательно тем, что в нём был реализован вариант прогрессивного комбинирования конструктивной схемы, получившей распространение в начале XX века. |
| 97         |             | Одноэтажный особняк с богато декорированными оконными проёмами парадного фасада известен тем, что в нём дважды останавливался выдающийся русский физиолог И. П. Павлов. |
| 98/22      |             | Здание Государственного банка построено в 1915 году по проекту архитектора М. М. Перетятковича в стиле неоклассицизм. Изначально там размещалась контора Государственного банка Российской империи. В настоящее время здание занимает ростовский филиал Центробанка. Главным фасадом дом выходит на проспект Соколова и является архитектурной доминантой площади Советов. В плане имеет П-образную конфигурацию. Оконные проёмы первого этажа оформлены люнетами, второго — замковыми камнями. Первый и второй этажи разделены рельефным поясом, который трактуется как опора для колонн. |
| 105        |             | Главный корпус Южного федерального университета 1917 года работы архитектора Г. Н. Васисльева. Угловая скруглённая часть фасада, где первоначально размещался парадный вход, выделена тремя полуколоннами ионического ордера высотой в три этажа. Со второго по четвёртый этаж располагаются рескреповки и полуциркулярные эркеры. |
| 106/46     |             | Доходный дом Токарева 1905 года, архитектура выполнена в стиле эклектики, однако сочетает в себе элементы, присущие барокко, рококо и классицизму. Архитектурно-художественный облик здания определяют раскреповки и эркеры с шатровыми завершениями. В 1945 году в здании останавливалась жена премьер-министра Великобритании, Уинстона Черчилля — Клементина Черчилль. В настоящее время дом здание занимает городская поликлиника № 10. |
| 111        |             | Дом Петрова-Бирюка 1928 года. В этом доме в 1943—1960 годах жил и работал писатель Дмитрий Ильич Петров (Бирюк). Дом кирпичный, оштукатуренный семиэтажный по основному объёму, восьмиэтажный в северо-восточной части. Архитектурный облик дома формируют два ризалита и бетонная балюстрада парапета, выступающие в угловой части балконы, ограждения в виде тумб с металлической решеткой, рустовка в простенках между окнами 1-го и 2-го этажей, межэтажные карницы. Основной вход с улицы имеет бетонный козырек. В плане дом сложной конфигурации. Основу планировки составляет лестничная клетка с лифтом и расположенные вокруг них квартиры. В 1978 году на стене здания была повешена памятная доска с надписью: «В этом доме в 1943—1960 годах жил и работал писатель Дмитрий Ильич Петров (Бирюк). 1900—1977». |
| 113        |             | Дом Масалитиной 1890 года. По замыслу архитектора Г. Н. Васильева здание выполнено в стиле эклектика. Композиционным ядром особняка является бельведер с куполом и шпилем в угловой части. Фасады здания украшает кирпичный декор. Первый этаж рустован. |
| 115        |             | Гостиница «Дон-плаза» (бывший «Интурист») |
| 125        |             | Дом братьев Мартын — кирпичный двухэтажный особняк сооружён в 1893 году по проекту ростовского архитектора Н. М. Соколова. В угловой части дома выделяется эркер с остроконечной башней. В 2007 году здание было передано на баланс Государственного музея-заповедника М. А. Шолохова. |
| 126        |             | Жилой дом Е. М. Поповой с торговыми помещениями. Выявленный объект культурного наследия. |
| 127        |             | Комплекс построек Летнего Коммерческого клуба был построено в 1912—1913 годах по проекту архитектора Г. Н. Гелата в стиле модерн. В ансамбль коммерческого клуба входил летний сад (ныне парк им. первого мая). В настоящее время в бывшем здании Коммерческого клуба размещается областной Дом физической культуры. |
| 134        |             | Ростовский музыкальный театр, здание построено в 1977—1999 годах. |
| 170        |             | Ростовская государственная филармония. Здание было построено в начале XX века, в 1976—1978 годах реконструировано. |

## Памятные доски

В честь прежнего названия улицы
Памятная доска на здании кинотеатра
Памятная доска на здании бывшего банка
Памятная доска Шатворяну на доме № 48

## Фотогалерея

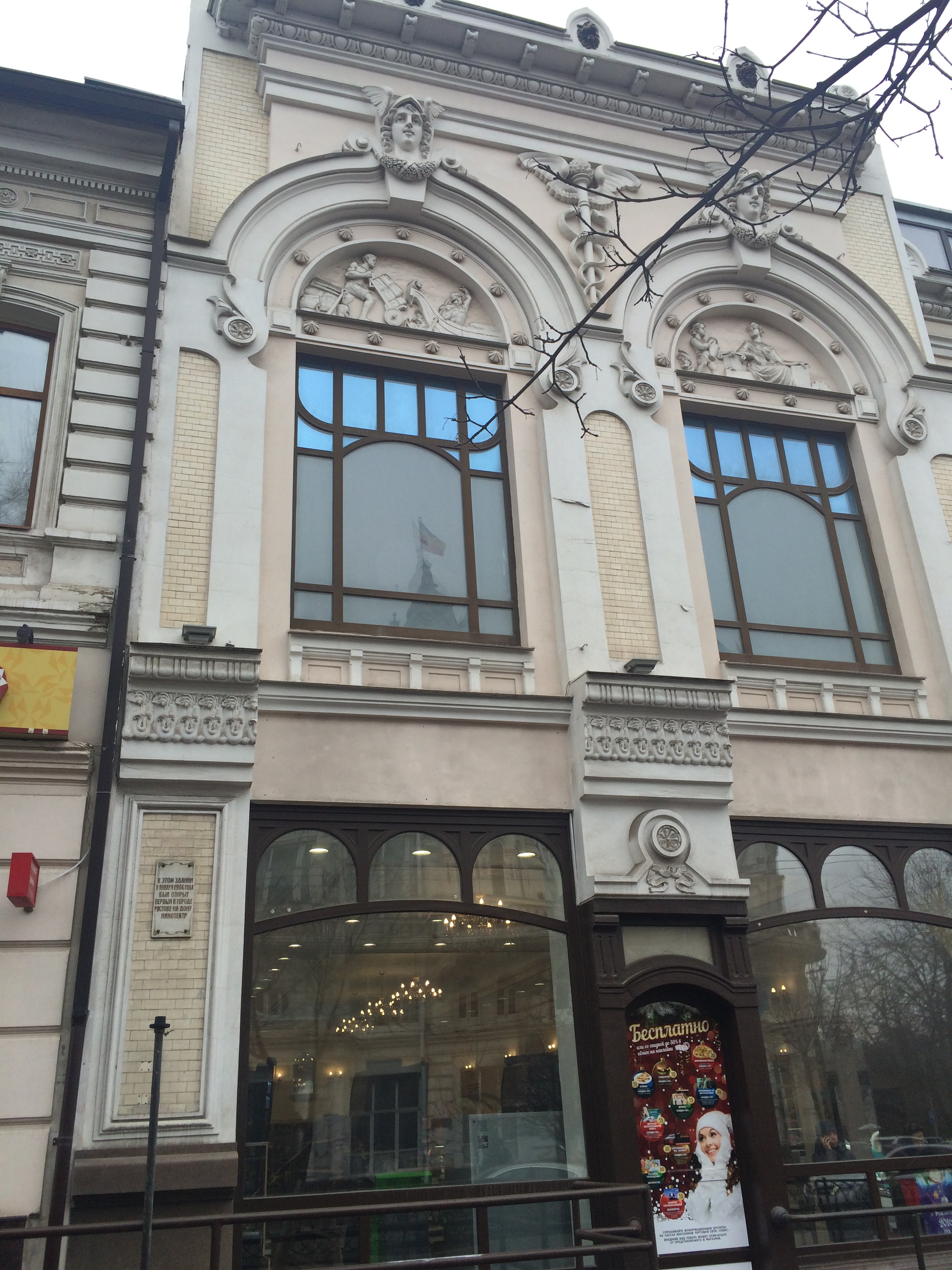
Здание первого в городе кинотеатра
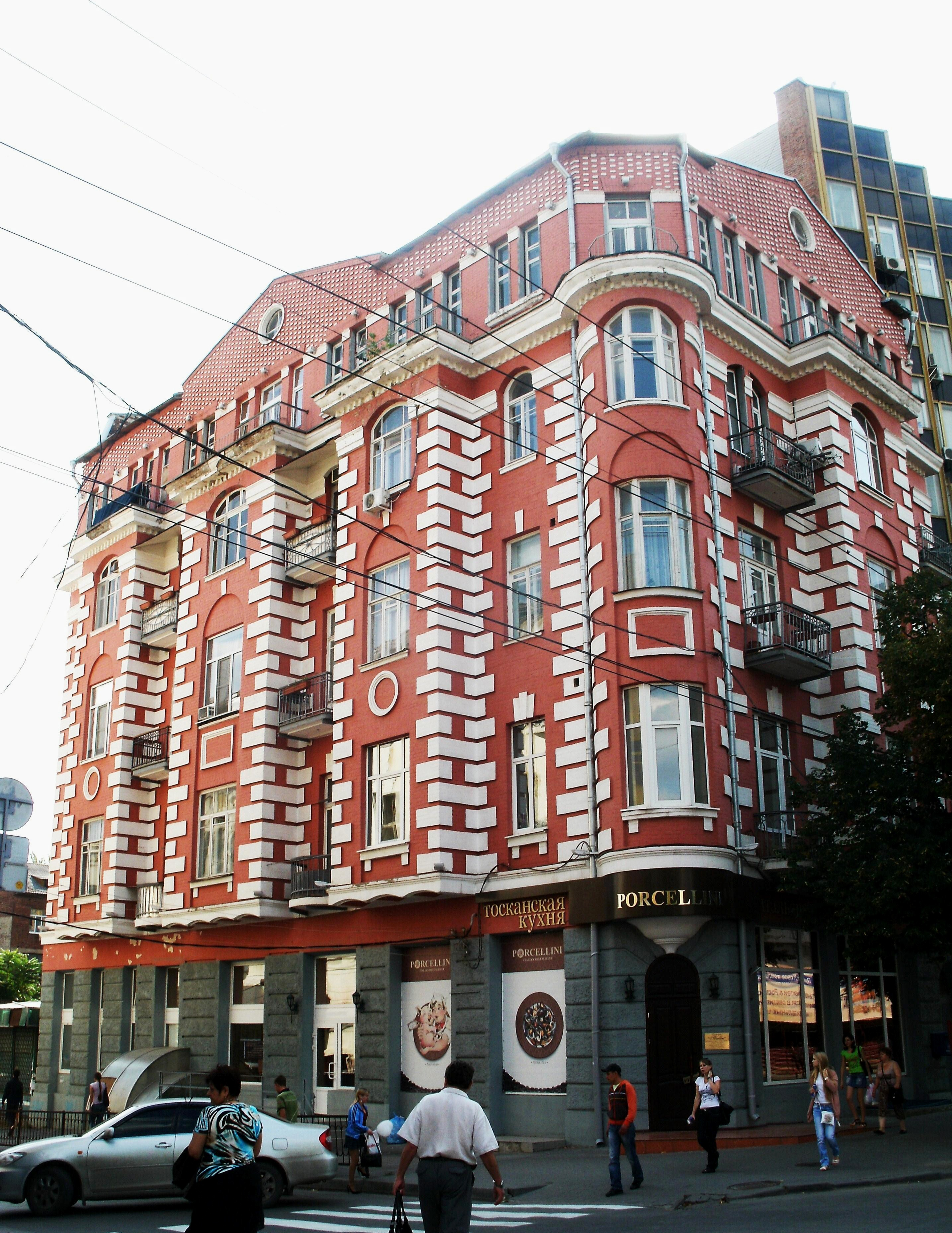
Перекрёсток с Крепостным переулком
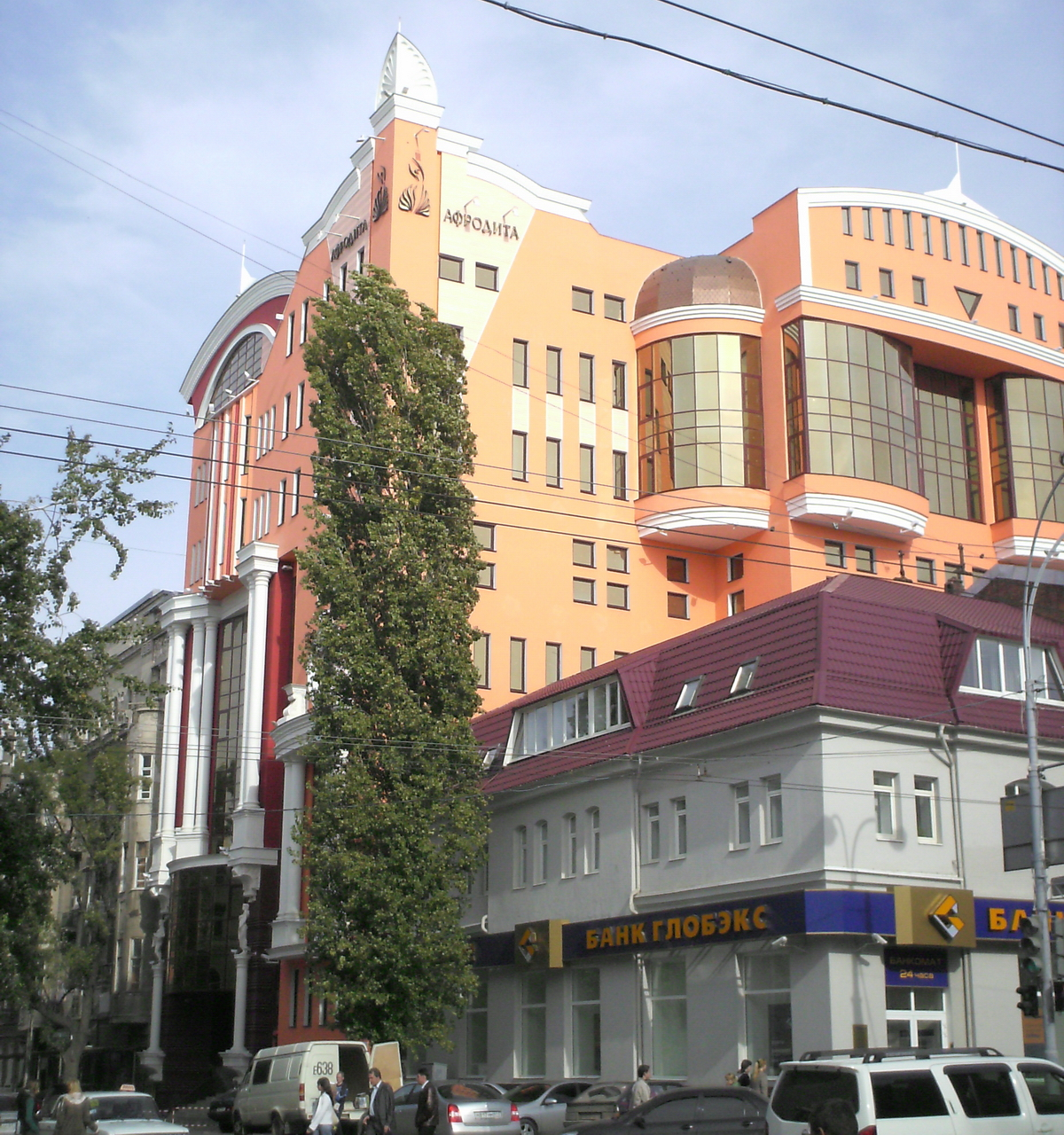
Магазин тканей «Афродита»
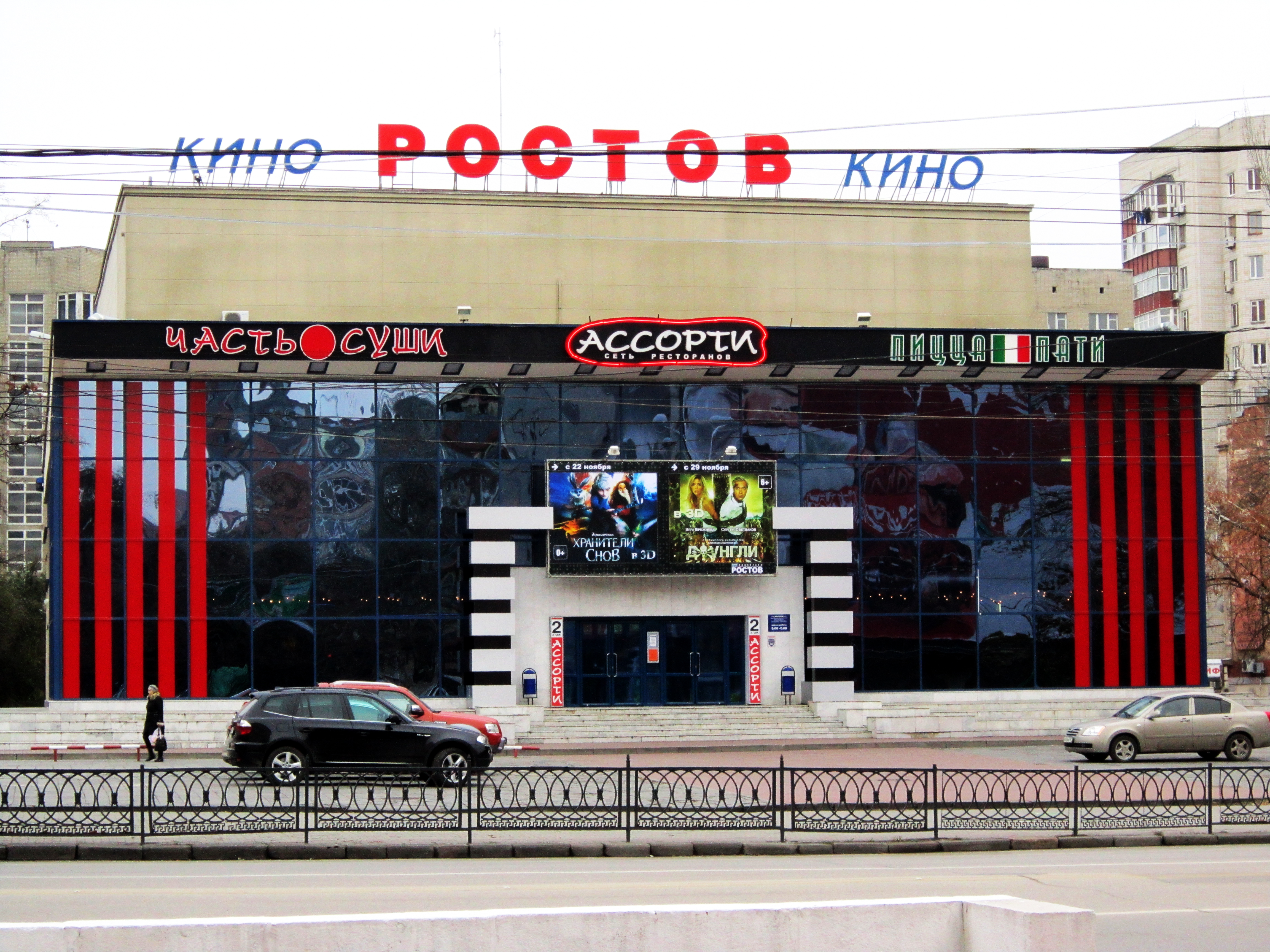
Кинотеатр «Ростов»
Перекрёсток с Будённовским проспектом
Памятник атаману Платову
Космонавт - фрагмент мозаичного панно в подземном переходе на пересечении с проспектом Богатяновский спуск (Кировский).
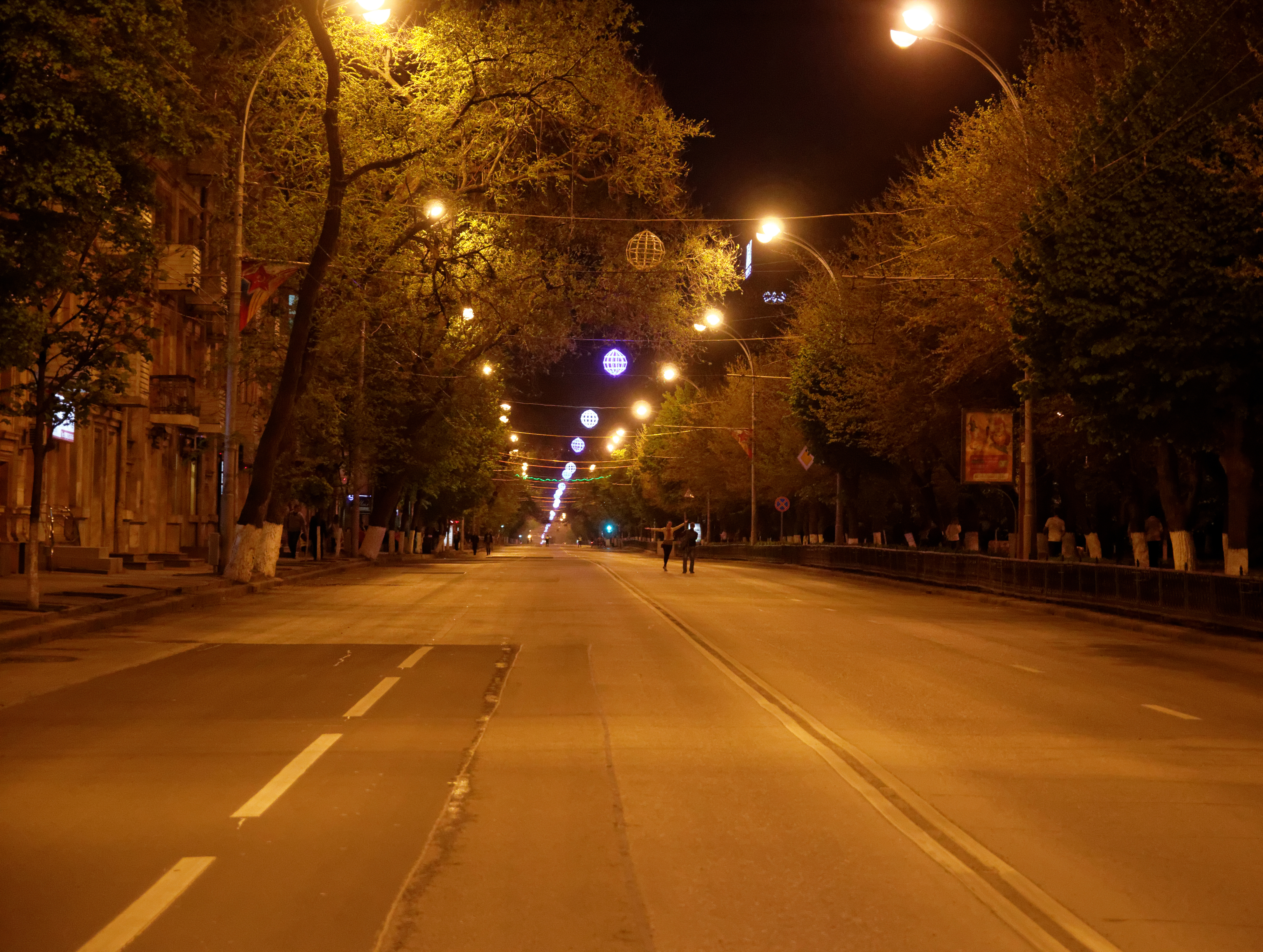
Большая Садовая ночью